# Diedorf (Südeichsfeld)
Diedorf ist ein Dorf im Oberen Eichsfeld und zugleich ein Ortsteil der Landgemeinde Südeichsfeld im Unstrut-Hainich-Kreis in Thüringen. Es hat etwa 1300 Einwohner.

## Geographie
Diedorf liegt im Naturpark Eichsfeld-Hainich-Werratal, im oberen Teil des Haselbachtales und wird  von der bergigen Landschaft des Westlichen Obereichsfelds eingerahmt. Hier entspringt der thüringisch-hessische Heldrabach, in Thüringen Haselbach genannt. Südlich des Dorfs mit dem Ortskern auf etwa 385 m ü. NN, zieht sich eine Bergkette vom Dörnerberg (478,1 m ü. NN) über den Dünkebiel (439,1 m ü. NN) bis hin zum Semmberg (Ostgipfel 465,1 m ü. NN; mit einem Erdfall), die eine natürliche Grenze zum südöstlichen Nachbardorf Heyerode darstellt. Nordwestliches Nachbardorf ist Katharinenberg. Südwestlich liegt am Mittellauf des Haselbach das Dorf Wendehausen. 

## Geschichte
Die urkundliche Ersterwähnung des Ortes erfolgte im Codex Eberhardi, eines von Mönch Eberhard im Kloster Fulda Mitte des 12. Jahrhunderts geschriebenen illustrierten Pergamentcodex, in welchem alte Schenkungs- und Privilegienurkunden abgeschrieben wurden.
Der Eintrag Diedorfs im Codex Eberhardi liegt in der Amtszeit des Abtes Ratger, des dritten Abtes von Fulda zwischen 802 und 817. Die bis 2010 vermutete erste Erwähnung basiert auf einer Urkunde aus dem Jahre 897, als ein Adliger Wicer mit seiner Gemahlin Heilica Güterbesitz an das Kloster Fulda übereignete, wobei auch ein Ort Dietdorfen erwähnt wurde. Mit dem Leitnamen Wigger tritt hier früh ein Vertreter der späteren Grafenfamilie Wigger – zeitweise sogar Burggrafen der Wartburg – auf.
Als Mittelpunkt des Ortes verweist auch die St.-Alban-Kirche des Ortes auf ein hohes Alter. Das Kirchen-Patrozinium des St. Alban verweist auf die St.-Albans-Abtei zu Mainz und damit auf das 9. Jahrhundert.
Ähnlich wie bei den umliegenden Dörfern, zum Beispiel Langula, Mihla und Flarchheim, so ging auch in Diedorf im Mittelalter ein Adelsgeschlecht von Diedorf hervor, welches sich nach dem Ort benannte. Es wird einige Male zwischen dem 13. und 14. Jahrhundert erwähnt, zu einer Zeit, da das Geschlecht längst nicht mehr in Diedorf wohnte. Ein Vertreter jener Adelssippe war Raboto von Diedorf, der erstmals 1250 in einer Urkunde des Ritters Werner Schieferstein, genannt von Mühlhausen, als Zeuge auftritt, als dieser das Kloster zu Breitenbich gründete und es mit 22 Hufen Land ausstattet. Eine weitere Urkunde aus dem Jahre 1253 bezeugt, dass Raboto in eine Mühlhäuser Patrizierfamilie eingeheiratet hat. Am 16. Februar 1334 wird ein Bruder Heinrich von Diedorf, Priester Zeuge, als Ysentrud von Eigenrieden zusammen mit ihrer Tochter Katharina dem Deutschordenshaus in Mühlhausen einen Geldzins von einer Hufe bei dem Dorf Grabe kaufte und spendete. Heinrich nennt in der Urkunde alle weiteren Zeugen „Brüder“, was vermuten lässt, dass er Mitglied des Deutschen Ordens war. Weitere Belege für das Geschlecht von Diedorf existieren nicht, womöglich starb es im Mittelalter aus.
Einen Blickfang bildet in der Mitte des Dorfes der erhöht angelegte Anger mit seinen alten Linden. Dieser diente noch im 19. Jahrhundert als Versammlungs- und Richtplatz.
Das Dorf zählte um 1840 laut einer statistischen Untersuchung 878 katholische und 6 evangelische Einwohner. Im Dorf befand sich als bedeutendstes Bauwerk nach der Kirche das Rittergut der Kammerherren von Harstall. Es wurden weiterhin 127 Wohnhäuser, 135 Stallungen und Scheunen, eine Schule und ein Dorfkrug erwähnt. Lediglich ein Lehrer konnte angestellt werden, er unterrichtete die schulpflichtigen 84 Knaben und 68 Mädchen. Die Bevölkerung lebte noch in drückender Armut. In Diedorf betrieb man zu dieser Zeit überwiegend handwerkliche Weberei und Textilfertigung, meist als Nebenerwerb. Als Gewerbe- und Handwerksbetriebe nennt die Übersicht drei Schneider, drei Schuhmacher, zwei Stellmacher, zwei Grobschmiede, ein Bäcker, zwei Fleischer, ein Fuhrmann, vier Fellhändler, ein Großhändler sowie fünf Lebensmittelhändler (Victualienhändler). Zum Gut gehörten fünf Knechte und 13 Mägde sowie ein Dienstmädchen. Der gesamte Viehbestand umfasste 43 Pferde, 119 Rinder, 438 Schafe, 37 Ziegen und 51 Schweine. Die Dorfflur umfasste 3303 Morgen Fläche, die landwirtschaftliche Nutzfläche umfasste davon 1650 Morgen Ackerland, 22 Morgen Gartenland, 70 Morgen Wiesen und 62 Morgen Weiden. Ferner wurden 666 Morgen Gemeindewald und 833 Morgen Brachland genannt. Der Ertrag der Felder wurde als schlecht bis mittelmäßig eingeschätzt.
1897 wurde in Diedorf eine erste Strumpf- und Westenstrickerei gegründet. Diedorf galt als Zentrum der Strumpffabrikation, im Ort wurde inzwischen ein Strumpfmuseum eingerichtet. Im gleichen Jahr wurde auch die Kirche Sankt Albanus erbaut.
Diedorf besaß einen Haltepunkt an der „Vogteier Bimmelbahn“, das war eine Eisenbahnstrecke, die den Ort mit den Nachbarstädten Mühlhausen, Treffurt und Wanfried verband. Die Strecke wurde 1911 in Betrieb genommen. Ab 1952 wurde der Bahnhof Treffurt nicht mehr angefahren. Im Personenverkehr war die Strecke bis 29. September 1968 bis Wendehausen in Betrieb. Der Abschnitt Treffurt-Heyerode wurde inzwischen zum Bahntrassenradweg umgestaltet, die Strecke ist ein Teil des Unstrut-Werra-Radwanderwegs.
Bei den heftigen Kämpfen im April 1945 lag Diedorf unweit der Kampfzone, deren Zentrum im Gebiet um das Dorf Struth lag. Die Diedorfer Bevölkerung war deshalb in größter Not und Sorge um Leib und Leben und suchte Schutz in den Wäldern.
Der Ort befand sich bis zum Herbst 1972 im Grenzgebiet der DDR und durfte nur mit besonderer Erlaubnis betreten und verlassen werden. An den Ortsschildern in Richtung der Orte Wendehausen und Katharinenberg befanden sich bis 1989 Wachhäuschen und Schranken, die mit bewaffneten Wachposten der DDR-Grenztruppen besetzt waren. Zum Betreten des Grenzgebietes musste ein Passierschein beantragt werden. Dieser Passierschein wurde, insofern sich der Antragsteller nicht regelmäßig im Grenzgebiet, z. B. aus Gründen einer festen Arbeitsstelle oder eines Wohnsitzes, aufhielt, nicht selten auf lediglich zwei Stunden begrenzt.
Im Norden Diedorfs, auf einer Anhöhe des Mühlhäuser Stadtwaldes, befand sich ein Militärstützpunkt der Roten Armee mit einem Funkturm. „Café Moskau“, wie der Turm durch die Bewohner der umliegenden Dörfer scherzhaft bezeichnet wurde, war eine bekannte Landmarke im nördlichen Hainich. 1995 wurde der Turm demontiert.
Im Jahr 1991 wurde Diedorf erstmals Kreissieger im Wettbewerb Unser Dorf soll schöner werden.
Zu den wichtigsten Arbeitgebern im Ort gehört heute die Agrargenossenschaft Diedorf Eichsfeld e.G.
Am 21. April 1995 wurde Diedorf in die neue Gemeinde Katharinenberg eingegliedert. Mit deren Auflösung kam der Ort am 1. Dezember 2011 zur Gemeinde Südeichsfeld.
Im Jahr 2017 beging Diedorf das 1200-jährige Jubiläum seiner ersten urkundlichen Erwähnung.

## Politik

### Ortschaftsrat
Der Ortschaftsrat besteht aus acht Personen.

### Ortsbürgermeister
Zum Ortsbürgermeister wurde Herr Andreas Henning gewählt.

## Kultur und Sehenswürdigkeiten

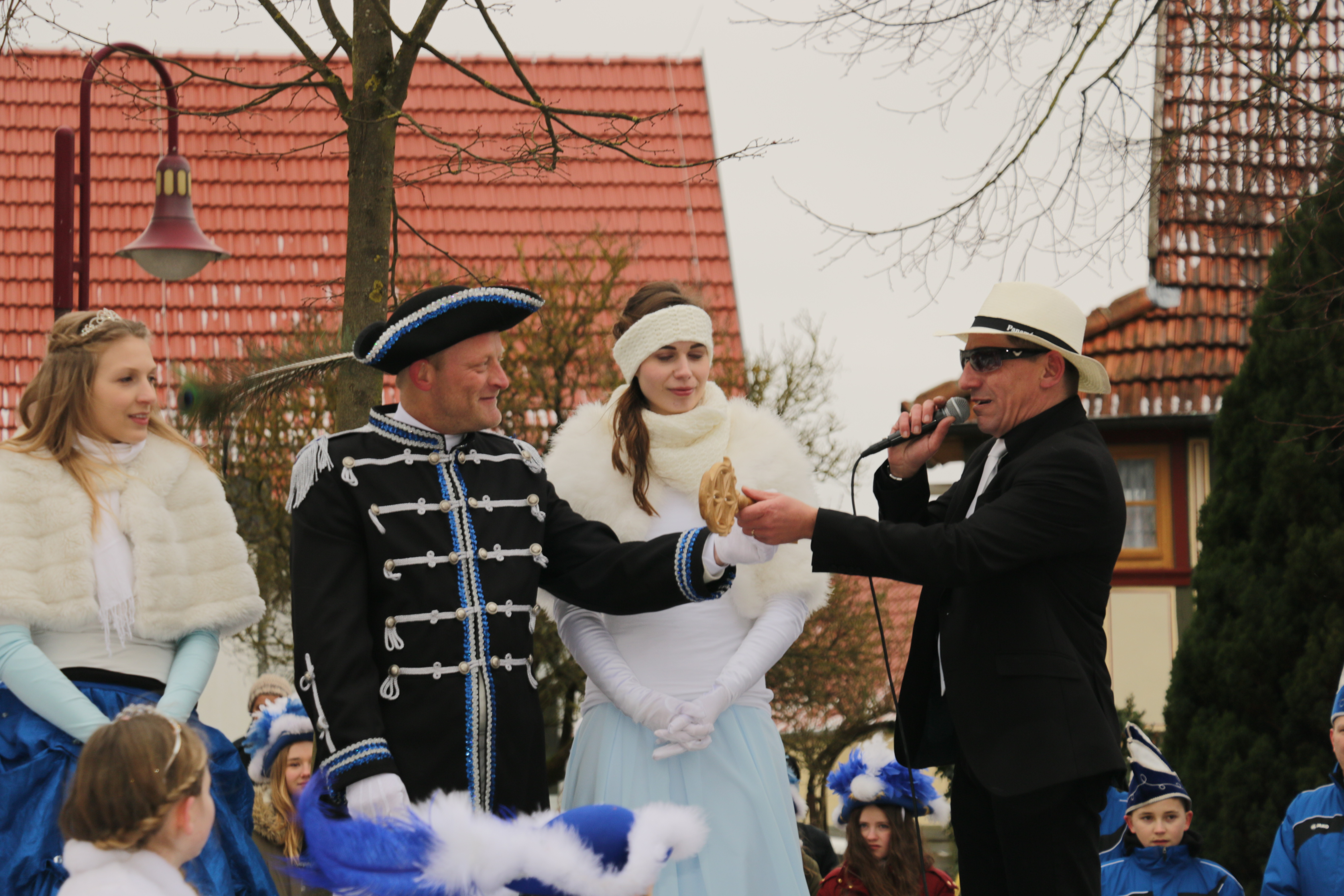
Übergabe der Rathausschlüssel auf dem Anger im Februar 2018 durch Bürgermeister Andreas an Prinzessin Lisa I. und Prinz René II.

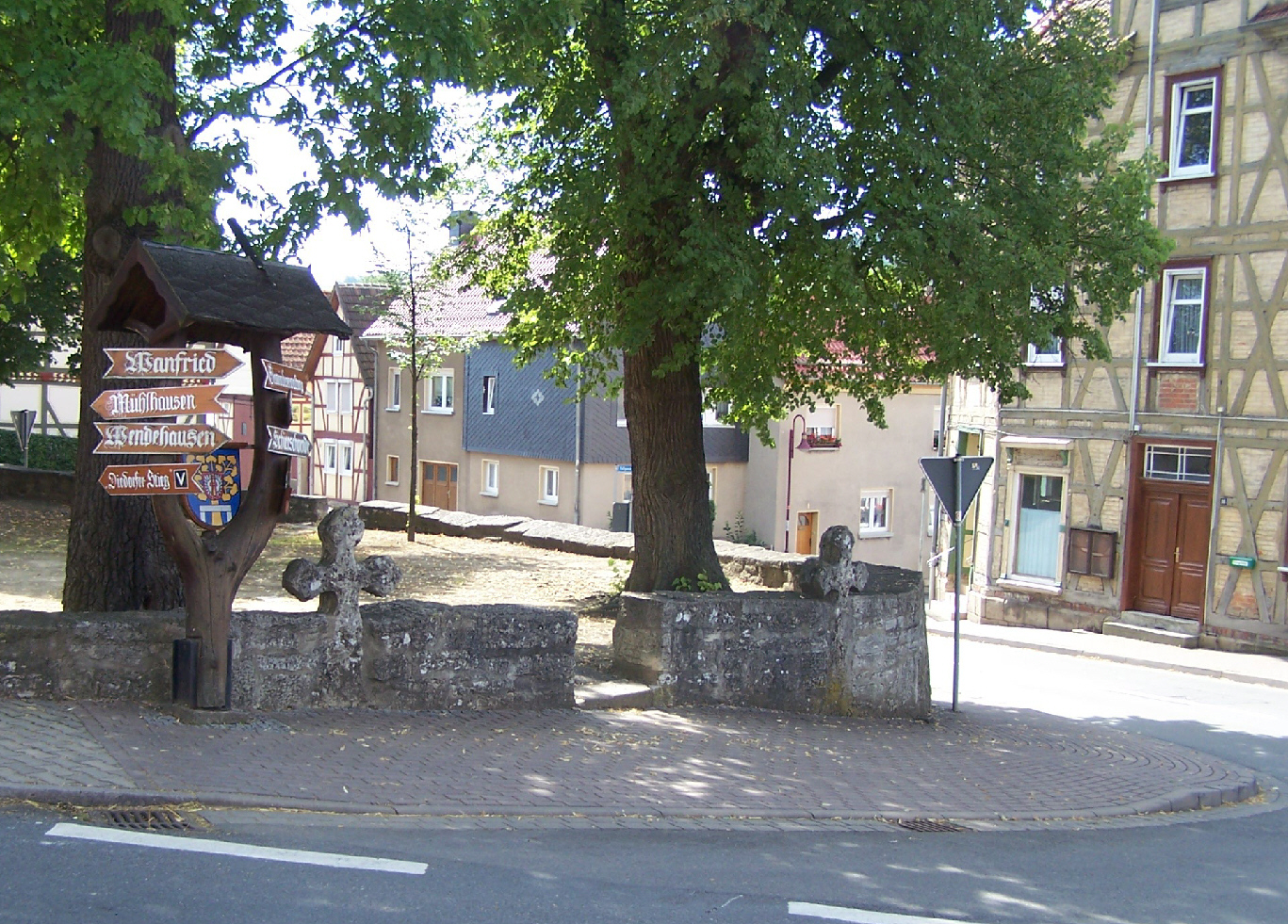
Der Anger mit zwei Steinkreuzen (2007)

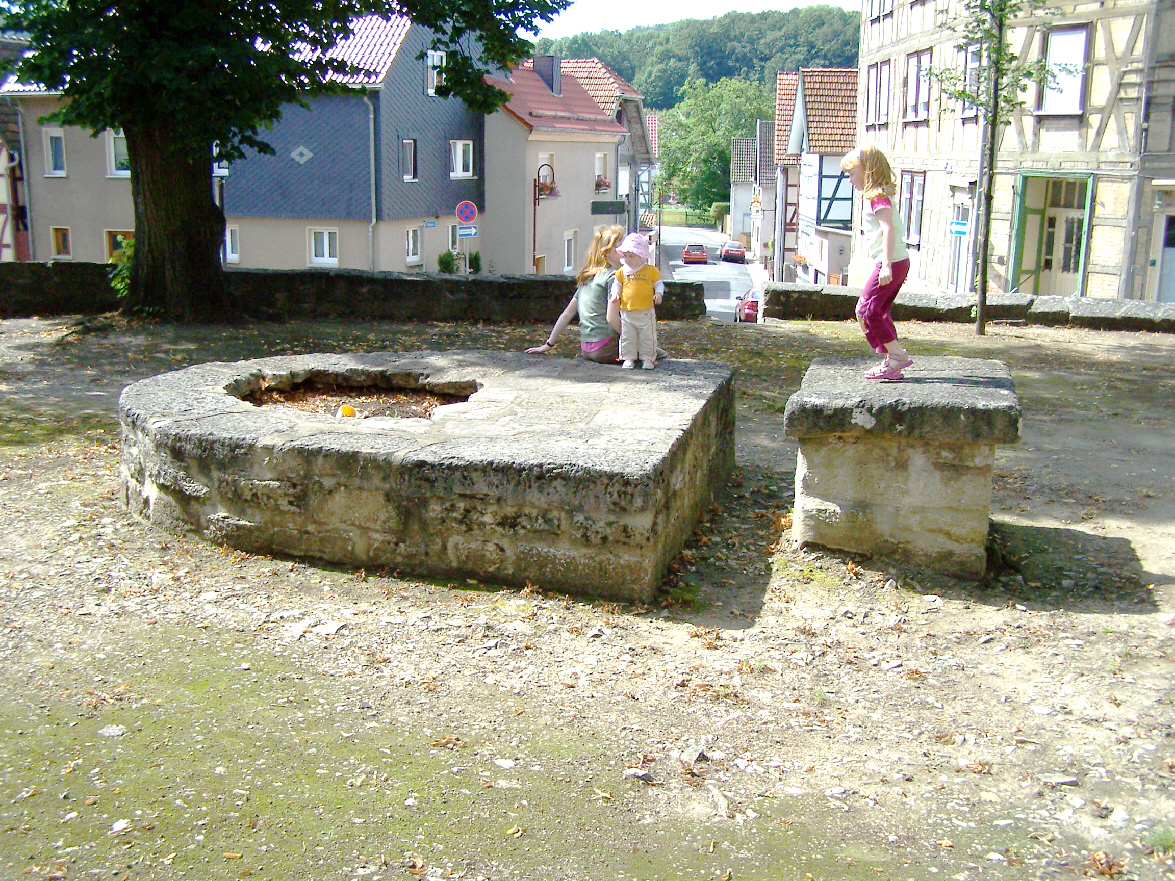
Gerichtstisch auf dem Anger

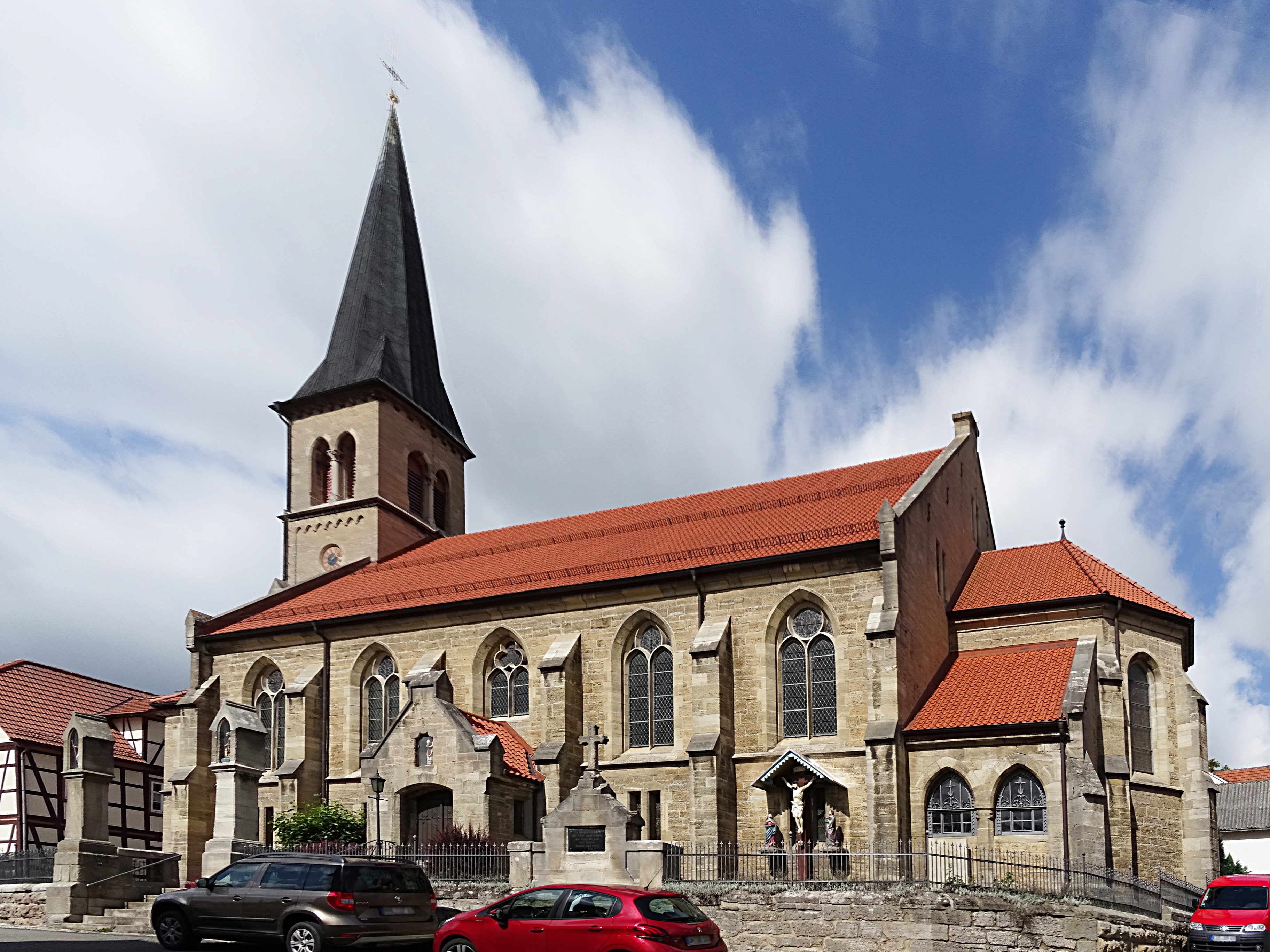
St.-Albanus-Kirche von Diedorf

In dem 1500-Seelen-Dorf Diedorf gibt es eine Gemeinde- und eine Pfarrgemeindebibliothek, das Strumpfmuseum und zehn eingetragene Vereine. Der älteste ist der Gesangverein Cäcilia 1888 e. V.

### Diedorfer Kirmes und Karneval
Sehr gepflegt werden die jährlich wiederkehrenden Traditionsfeste. Das wichtigste ist das Kirchweihfest (große Kirmes), welches jedes Jahr am letzten Septemberwochenende gefeiert wird. Die Kirchweih nimmt in der Eichsfeldregion einen hohen Stellenwert im traditionellen Dorfleben ein.
Zur Kirmes gehört das traditionelle Rasieren der Kirmesburschen-Erstlinge („Gallinger“) auf dem Dorfanger. Danach gelten diese als in die Kirmesgesellschaft aufgenommen. Einmalig sind auch die Butzemänner, das sind Kirmesburschen im 2. und 3. Jahr, die sich verkleiden und spielerisch mit Peitsche und Schuhcreme Kindern hinterher jagen, um diesen das Gesicht mit Farbe zu verschönern.
Der Karneval wird vom 1956 gegründeten Diedorfer Carneval Verein ganz groß gefeiert mit Prunksitzungen, Weiber-, Kinder- und Seniorenfasching und einem großen Carnevalsumzug mit anschließender Übergabe der Rathausschlüssel an die Narrenzunft auf dem Anger.

### Dorfanger
Im Zentrum des Dorfes, an einer Straßenkreuzung befindet sich der Dorfanger. Er ist von senkrecht aufgereihten Steinplatten eingefasst und  war der Versammlungsplatz des Dorfes. An der Westseite des Angers sieht  man zwei Steinkreuze. Der Anger soll bereits seit dem 9. Jahrhundert als Versammlungsort, Markt, Gerichtsplatz benutzt worden sein.

### Das heilige Grab

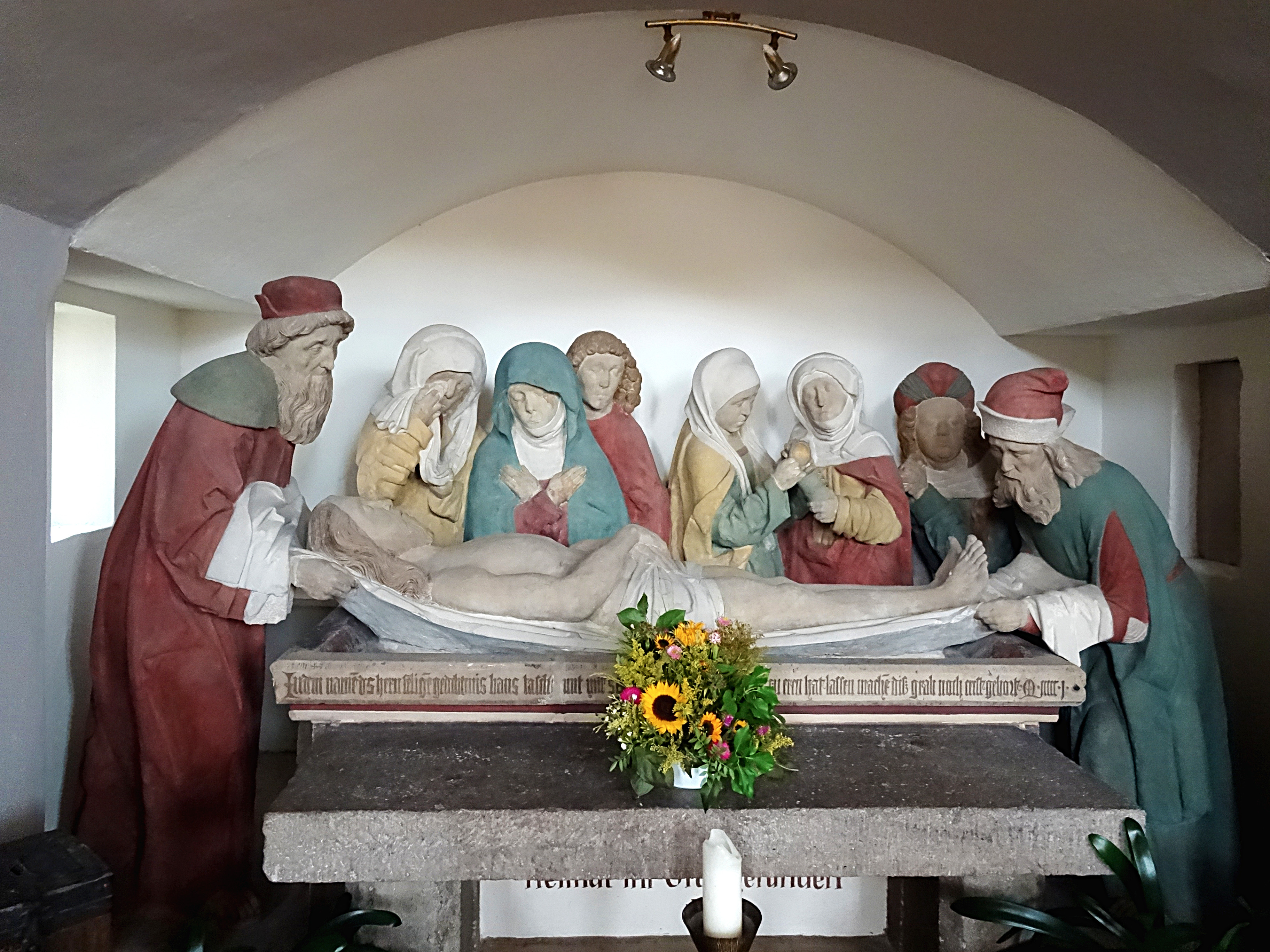
Das Heilige Grab (2021)

Von hohem kunstgeschichtlichen Wert ist das Heilige Grab, ein  spätgotisches Bildwerk aus einem Stein gemeißelt, das in der 1897 östlich des Angers erbauten St.-Albanus-Kirche Aufstellung fand.  Die meisterliche Arbeit, vermutlich aus einer Erfurter Werkstatt, ist die Darstellung  der Ruhebettung Jesu Christi. Dabei ist Jesus  umgeben von seinen Jüngern und seiner Mutter Maria.
Die Vorgeschichte dieses  Kunstwerkes ist bemerkenswert.  Das  Heilige Grab soll ursprünglich für eine Wallfahrtskirche bei Eisenach bestimmt gewesen sein, wo es wegen der als Pfaffensturm bezeichneten heftigen antiklerikalen Revolte jedoch nie ankam. Die dem Landadel in Diedorf und Mihla zugerechnete Familie  von Harstall, die zu dieser Zeit bereits sehr wohlhabend war, hatte das Bildwerk bereits heimlich in ihren Besitz gebracht und in einem sicheren Versteck im Hainich vergraben lassen, wo es über 50 Jahre verborgen lag und so in der Bevölkerung in Vergessenheit geriet. Inzwischen hatte der Bauernkrieg auch das Eichsfeld erfasst und verhinderte die Fertigstellung der Wallfahrtskirche von Katharinenberg, die damals mit Unterstützung der Diedorfer Harstalls aufgebaut wurde. Erst im späten 16. Jahrhundert wagten es die Diedorfer Harstalls, das Bildwerk wieder öffentlich zu zeigen. Man ließ es aber, da die Katharinenberger Kapelle nie fertiggestellt wurde, in der Diedorfer Kirche aufstellen. Es wurde sogar die folgende Legende um die wundersame Auffindung in Umlauf gebracht, um eine eigene Wallfahrt begründen zu können.
Durch Zufall entdeckte einmal ein Jäger das Bildwerk im Hainich und ließ es  ausgraben. Das Heilige Grab wurde auf einen Ochsenkarren  geladen und sollte nach Katharinenberg geschafft werden. Auf halbem Weg zwischen Diedorf und Katharinenberg wurden jedoch die Ochsen  müde und es wurde Nacht. So ließ man das Grab auf dem Wagen in Richtung  Katharinenberg stehen und ging nach Hause. Am nächsten Morgen stand der  Wagen noch an derselben Stelle, jedoch in Richtung Diedorf. Da man sich  nicht vorstellen konnte, wie der schwere Wagen sich von selbst bewegt haben konnte, fasste man dies als himmlisches Zeichen auf und brachte das Grab nicht  in die zerstörte Kirche nach Katharinenberg, sondern in die Kirche von Diedorf. Dort steht es noch heute, nahezu unversehrt.

### Strumpfmuseum
Um die Wende zum 20. Jahrhundert gründeten sich im Ort bis zu 13 kleinere Betriebe, die als Strickunternehmen den Textilmarkt belieferten, aus den vielen Kleinbetrieben entstand später die Strumpfwarenfabrik Diedorf. Im Mehrzweckgebäude der Gemeindeverwaltung kann man das „Strumpfmuseum Diedorf“ besuchen. Der Rundgang ermöglicht einen umfassenden Einblick in die Fertigungstechniken und Arbeitsbedingungen der Diedorfer Strumpf-Strickereien. Berücksichtigt man auch die Heimarbeitsbetriebe, so hat das Gewerbe im Ort bereits eine Jahrhunderte währende Tradition.

## Söhne und Töchter der Gemeinde
- 1830, 5. Juni, John Motz, Herausgeber des Berliner Journal und Kommunalpolitiker in Kitchener, Waterloo Region, Ontario (Kanada)

## Sonstiges
Als Zeugnisse eines derben    Volkshumors bildeten sich bereits vor Jahrhunderten Besonderheiten des    jeweiligen Dorfes charakterisierende Neck- und Spitznamen heraus. Demnach lebten hier im    Ort die Diederfer Spetter – Diedörfer Spötter, auch Gelgenschißer – Gelgen = kleine Holzbottiche, Futtertröge.